# فيتاليس تشيكوكو
فيتاليس تشيكوكو (بالإنجليزية: Vitalis Chikoko)‏ مواليد 11 فبراير 1991 في هراري، هو لاعب كرة سلة زيمبابوي. بدأ مسيرته الاحترافية في سنة 2011. يلعب في الدوري الفرنسي لكرة السلة الدرجة الأولى كلاعب وسط. يحمل الرقم 23. يبلغ طوله 6 قدم 11 بوصة (2.1 م).

## المسيرة الاحترافية
لعب مع بي جي غوتنغن في الدوري الألماني في موسم 2011–2012، ثم لعب مع تي بي بي ترير من سنة 2012 إلى 2015، ثم لعب مع بالاكانسترو ريجيانا في الدوري الإيطالي في سنة 2015، ثم لعب مع سكاليجيرا باسكت فيرونا في موسم 2015–2016، ثم لعب مع بايرن ميونخ لكرة السلة في الدوري الألماني في سنة 2016.

## روابط خارجية
- فيتاليس تشيكوكو على موقع الاتحاد الدولي لكرة السلة (الإنجليزية)
- فيتاليس تشيكوكو على موقع الدوري الأوروبي لكرة السلة (الإنجليزية)
- فيتاليس تشيكوكو على موقع سبورتس رفرنس (الإنجليزية)
- فيتاليس تشيكوكو على موقع كرة السلة الأوروبية.كوم (الإنجليزية)
- فيتاليس تشيكوكو على موقع ريلجم (الإنجليزية)
- فيتاليس تشيكوكو على موقع بروبوليرز (الإنجليزية)
- فيتاليس تشيكوكو على موقع سبورتس رفرنس (الإنجليزية)